# 19 (노래)
〈19〉는 영국 음악가 폴 하드캐슬의 노래로, 자작곡인 네 번째 정규 앨범 폴 하드캐슬(1985)의 첫 번째 싱글로 발매되었다.
이 노래는 베트남 전쟁에 대한 미국의 개입과 그것이 복무한 군인들에게 미친 영향에 초점을 맞춘 강력한 반전 메시지를 담고 있다. 이 트랙은 샘플링된 음성과 처리된 음성, 특히 "1910", "파괴", "사이공"이라는 단어에 사용된 합성된 더듬이 효과가 특징이다. 또한 군중 소음과 군용 나팔 통화와 같이 음성이 아닌 다양한 샘플링이 포함되어 있다.
"19"는 샘플링된 내레이션(피터 토마스가 목소리를 냄), 맥락에서 벗어난 인터뷰 대화("무슨 일이 일어나고 있는지 잘 모르겠어요"), 베트남 참전 용사들이 겪은 외상 후 스트레스 장애(PTSD)에 대한 ABC 텔레비전 다큐멘터리인 베트남 레퀴엠의 뉴스 보도를 특징으로 한다. 2009년에 이 노래는 VH1의 80년대 100대 원히트 원더에서 73위를 차지했다.
"19"는 차트에서 국제적으로 큰 성공을 거두었다. 영국에서 5주 동안 1위를 차지했고 전 세계 여러 나라에서도 1위를 차지했다. "19"는 1985년에 13개국에서 가장 많이 팔린 싱글이 되었다. 이는 프랑스어, 스페인어, 독일어, 일본어로 유명한 지역 뉴스 앵커가 노래의 국제 버전을 부른 덕분이었다.  이 노래는 1985년 베스트셀러 싱글 부문에서 아이버 노벨로 상을 수상했다. 이 노래의 영어 버전은 "Extended Version", "Destruction Mix" 및 "The Final Story"의 세 가지 12인치 버전으로 출시되었으며, 모두 대체 커버 디자인이 적용되었다.